# Turgay Gölbaşı
Turgay Gölbaşı (* 6. Januar 1983 in Herford) ist ein deutsch-türkischer Fußballspieler. 

## Karriere
Er begann seine Karriere beim FSC Lohfelden und wechselte in der Folgezeit zum KSV Baunatal und zum KSV Hessen Kassel, wo er jeweils einer der Leistungsträger war. Nach der Saison 2006/07 hatte er einige Angebote von höherklassigen Vereinen, u. a. dem SC Paderborn 07 und entschied sich für einen Wechsel in den türkischen Profifußball. Ab dem 1. Juli 2007 stand er bei Caykur Rizespor unter Vertrag, wo er allerdings nach zwei Trainerwechseln und nur einem Einsatz in der Süper Lig auf der Ersatzbank landete. Zur Rückrunde 2007/08 kehrte er daher auf Leihbasis für ein halbes Jahr zum KSV Hessen zurück, bevor er in die türkische Bank Asya 1. Lig zu Samsunspor wechselte.
Bei Samsunspor stieg er schnell zum Mannschaftskapitän auf und erreichte mit seiner Mannschaft zum Ende der Spielzeit 2010/11 die Vizemeisterschaft der 1. Lig und damit den direkten Aufstieg in die Süper Lig. Für die anstehende Saison wurde Vladimir Petković als neuer Trainer vorgestellt. Dieser sortierte nach dem Saisonvorbereitungscamp einige Spieler, mit denen er nicht plante, aus. Unter diesen aussortierten Spielern befand sich auch Gölbaşı. 
Kurz vor Saisonstart holte Samsunspor vom Zweitligisten Karşıyaka SK den Abwehrspieler Saffet Gurur Yazar und gab als Teilgegenleistung Gölbaşı an Karşıyaka ab. Dort spielte er lediglich die Hinrunde und wechselte zur Rückrunde innerhalb der Liga zu Gaziantep Büyükşehir Belediyespor.
Zur Saison 2012/13 wechselte Gölbaşı zu seinem ehemaligen und in der Zwischenzeit wieder zweitklassigen Verein Samsunspor.
Im Sommer 2014 wechselte er zum Drittligisten Kocaeli Birlikspor.

## Erfolge
Mit KSV Hessen Kassel
- Meister der Fußball-Hessenliga: 2005/06

Mit Samsunspor
- Vizemeister der TFF 1. Lig und Aufstieg in die Süper Lig: 2010/11